# Per Elofsson
Per Elofsson (* 2. April 1977 in Umeå) ist ein ehemaliger schwedischer Skilangläufer.

## Werdegang
Im Juniorenbereich gewann Elofsson bei den Junioren-Weltmeisterschaften 1996 im italienischen Asiago einen kompletten Medaillensatz: Neben Gold über 10 Kilometer und Silber über 30 Kilometer in den Einzelwettbewerben erreichte er mit der schwedischen Staffel die Bronzemedaille. Bei den Junioren-Weltmeisterschaften 1997 im kanadischen Canmore konnte er über 30 Kilometer den Titel gewinnen. Er gewann in der Saison 2000/2001 und 2001/2002 den Skilanglauf-Weltcup, insgesamt siegte er bei elf Weltcuprennen. 2001 wurde er Weltmeister über 15 Kilometer und im Verfolgungsrennen. Bei den Olympischen Spielen 2002 profitierte er beim Verfolgungsrennen von der nachträglichen Disqualifikation des für Spanien startenden Deutschen Johann Mühlegg und gewann die Bronzemedaille. 2003 verteidigte er seinen Weltmeistertitel bei den Nordischen Weltmeisterschaften in Val di Fiemme im 10+10 km Skiathlon. Dies war sein letztes internationales Rennen, danach pausierte er seine Karriere, nach nur sechs Saisons im Weltcup.
2001 wurde Elofsson mit der Svenska-Dagbladet-Goldmedaille geehrt. Ende Oktober 2005 verkündete er in einer Pressekonferenz, dass er nicht mehr in den Spitzensport zurückkehren würde und überraschte im selben Jahr als Heavy-Metal-Musiker: Auf dem Album Grand Illusion der Band Nocturnal Rites spielte Elofsson bei einem Song Gitarre.
Per Elofsson absolvierte 2006–2007 ein internationales Trainee-Programm bei Vattenfall. Ende 2007 wurde er von der Swedbank als Geschäftsentwickler eingestellt, um einen brandneuen Service für Sportler aufzubauen. Bis März 2013 war er Sportkommentator bei SVT, dann bei Viasat, später bei Eurosport.
Im Alter von 41 Jahren erlitt er einen Schlaganfall, wonach er halbseitig rechts gelähmt war (Hemiplegie). Es wurde ein kleiner angeborener Herzfehler diagnostiziert, der für das Gelangen des Blutgerinnsels ins Gehirn ursächlich sei. Seit Anfang der 2020er Jahre ist er fast vollständig genesen.

## Erfolge

### Olympische Winterspiele
- 2002 in Salt Lake City: Bronze im Verfolgungsrennen

### Weltmeisterschaften
- 2001 in Lahti: Gold über 15 km, Gold im Verfolgungsrennen, Silber mit der Staffel
- 2003 im Val di Fiemme: Gold im Verfolgungsrennen, Bronze mit der Staffel

### Siege bei Weltcuprennen

#### Weltcupsiege im Einzel
| Nr. | Datum             | Ort            | Disziplin         |
| --- | ----------------- | -------------- | ----------------- |
| 1.  | 28. November 1998 | Muonio         | 10 km Freistil    |
| 2.  | 29. November 2000 | Beitostølen    | 10 km Freistil    |
| 3.  | 8. Dezember 2000  | Santa Caterina | 15 km Freistil    |
| 4   | 16. Dezember 2000 | Brusson        | 20 km Verfolgung  |
| 5.  | 4. März 2001      | Kavgolovo      | 15 km Freistil    |
| 6.  | 10. März 2001     | Oslo           | 50 km klassisch   |
| 7.  | 14. März 2001     | Borlänge       | 10 km Freistil    |
| 8.  | 25. November 2001 | Kuopio         | 10 km Freistil    |
| 9.  | 22. Dezember 2001 | Ramsau         | 30 km Massenstart |
| 10. | 5. Januar 2002    | Val di Fiemme  | 20 km Verfolgung  |
| 11. | 2. März 2002      | Lahti          | 15 km Freistil    |

#### Weltcupsiege im Team
| Nr. | Datum             | Ort   | Disziplin         |
| --- | ----------------- | ----- | ----------------- |
| 1.  | 16. Dezember 2001 | Davos | 4 × 10 km Staffel |

### Siege bei Continental-Cup-Rennen
| Nr. | Datum          | Ort        | Disziplin      | Serie           |
| --- | -------------- | ---------- | -------------- | --------------- |
| 1.  | 4. Januar 1997 | Hudiksvall | 10 km Freistil | Continental-Cup |

## Platzierungen im Weltcup

### Weltcup-Statistik
Die Tabelle zeigt die erreichten Platzierungen im Einzelnen.
- 1.–3. Platz: Anzahl der Podiumsplatzierungen
- Top 10: Anzahl der Platzierungen unter den ersten zehn
- Punkteränge: Anzahl der Platzierungen innerhalb der Punkteränge
- Starts: Anzahl gelaufener Rennen in der jeweiligen Disziplin
- Hinweis: Bei den Distanzrennen erfolgt die Einordnung gemäß FIS.

| Platzierung         | Distanzrennen a | Distanzrennen a | Distanzrennen a | Distanzrennen a | Distanzrennen a | Skiathlon Verfolgung | Sprint | Etappen- rennen b | Gesamt | Team c | Team c  |
| Platzierung         | ≤ 5 km          | ≤ 10 km         | ≤ 15 km         | ≤ 30 km         | > 30 km         | Skiathlon Verfolgung | Sprint | Etappen- rennen b | Gesamt | Sprint | Staffel |
| ------------------- | --------------- | --------------- | --------------- | --------------- | --------------- | -------------------- | ------ | ----------------- | ------ | ------ | ------- |
| 1. Platz            |                 | 4               | 3               | 1               | 1               | 2                    |        |                   | 11     |        | 1       |
| 2. Platz            |                 | 4               | 1               |                 | 1               |                      |        |                   | 6      |        | 2       |
| 3. Platz            |                 | 1               | 2               | 1               |                 | 2                    |        |                   | 6      |        |         |
| Top 10              |                 | 13              | 11              | 5               | 5               | 6                    |        |                   | 40     |        | 5       |
| Punkteränge         |                 | 17              | 17              | 10              | 5               | 7                    | 4      |                   | 60     |        | 5       |
| Starts              |                 | 19              | 18              | 10              | 5               | 7                    | 6      |                   | 65     |        | 5       |
| Stand: Karriereende |                 |                 |                 |                 |                 |                      |        |                   |        |        |         |

### Weltcup-Gesamtplatzierungen
| Saison    | Gesamt | Gesamt | Langdistanz | Langdistanz | Sprint | Sprint |
| Saison    | Punkte | Platz  | Punkte      | Platz       | Punkte | Platz  |
| --------- | ------ | ------ | ----------- | ----------- | ------ | ------ |
| 1997/98   | 156    | 19.    | 26          | 32.         | 130    | 10.    |
| 1998/99   | 465    | 5.     | 141         | 8.          | 295    | 5.     |
| 1999/2000 | 536    | 4.     | 170 350     | 4. 3. 1     | 16     | 51.    |
| 2000/01   | 763    | 1.     | –           | –           | 6      | 68.    |
| 2001/02   | 780    | 1.     | –           | –           | 10     | 63.    |
| 2002/03   | 209    | 24.    | –           | –           | –      | -      |

## Privates
Per Elofsson wuchs in der Ortschaft Röbäck auf, wo heute die Sporthalle nach ihm benannt ist.